# JD・ハマー
ジョン・デール・ハマー (John Dale Hammer, 1994年7月12日- )は、アメリカ合衆国コロラド州フォートコリンズ出身のプロ野球選手 (投手)。右投右打。北米独立リーグ・フロンティアリーグのレイクエリー・クラッシャーズ所属。

## 経歴

### プロ入りとロッキーズ傘下時代
2016年のMLBドラフト24巡目（全体710位）でコロラド・ロッキーズから指名を受け、その後契約した（契約金は1000ドル）。契約後、傘下のパイオニアリーグのルーキー級グランドジャンクション・ロッキーズでプロデビュー。27試合に登板して0勝2敗、防御率3.92、52奪三振を記録した。
2017年はA級ランカスター・ジェットホークスとアッシュビル・ツーリスツでプレーした。

### フィリーズ時代
2017年7月26日にパット・ネシェックとのトレードで、アレハンドロ・レケーナ、ホセ・ゴメスと共にフィラデルフィア・フィリーズへ移籍した。移籍後は傘下のA+級クリアウォーター・スレッシャーズへ配属され、移籍前を含めた3球団合計で48試合に登板して6勝2敗13セーブ、防御率1.87、85奪三振を記録した。
2018年はルーキー級ガルフ・コーストリーグ・フィリーズと前年も在籍したA+級クリアウォーターでプレーした。肘を痛めたことにより、シーズン全体で12試合の登板に留まった。
2019年はAA級レディング・ファイティン・フィルズとAAA級リーハイバレー・アイアンピッグスでプレーした後、5月25日にメジャー昇格。翌26日にミラー・パークで行われたミルウォーキー・ブルワーズ戦でメジャーデビューした。メジャー1年目のシーズンは20試合に登板して1勝0敗、防御率3.79、13奪三振を記録した。
2020年2月5日にDFAとなり、11日にマイナー契約となった。シーズンでは新型コロナウイルスの影響でマイナーリーグの試合が開催されず、メジャーにも昇格しなかったため、公式戦の登板は無かった。
2021年は5月のマイナーリーグ開幕からAAA級リーハイバレーでプレーし、7月10日にメジャー契約を結んでアクティブ・ロースター入りした。

### ロッキーズ傘下時代
2022年3月13日に古巣のコロラド・ロッキーズとマイナー契約し、スプリングトレーニングに招待選手として参加することになった。開幕をAAA級アルバカーキ・アイソトープスで迎え、シーズン53試合に登板して1勝1敗、防御率5.94という成績を残したが、メジャー昇格の機会はなかった。オフの11月10日にFAとなった。

### 独立リーグ時代
2023年3月20日にフロンティアリーグのレイクエリー・クラッシャーズと契約を結んだ。

## 投球スタイル・人物
最速96mph（約154km/h）のフォーシームとスライダー、チェンジアップを投げる。
大学時代やプロ1年目の2016年は制球に苦しんでいたが、これはマウンドから捕手の姿がはっきりと見えないほどの視力の悪さが原因であり、2017年からはメガネをかけてプレーしている。

## 詳細情報

### 年度別投手成績
| 年 度    | 球 団    | 登 板 | 先 発 | 完 投 | 完 封 | 無 四 球 | 勝 利 | 敗 戦 | セ 丨 ブ | ホ 丨 ル ド | 勝 率 | 打 者 | 投 球 回 | 被 安 打 | 被 本 塁 打 | 与 四 球 | 敬 遠 | 与 死 球 | 奪 三 振 | 暴 投 | ボ 丨 ク | 失 点 | 自 責 点 | 防 御 率 | W H I P |
| -------- | -------- | ----- | ----- | ----- | ----- | -------- | ----- | ----- | -------- | ----------- | ----- | ----- | -------- | -------- | ----------- | -------- | ----- | -------- | -------- | ----- | -------- | ----- | -------- | -------- | ------- |
| 2019     | PHI      | 20    | 0     | 0     | 0     | 0        | 1     | 0     | 0        | 0           | 1.000 | 81    | 19.0     | 15       | 8           | 12       | 0     | 0        | 13       | 1     | 0        | 8     | 8        | 3.79     | 1.42    |
| 2021     | PHI      | 20    | 0     | 0     | 0     | 0        | 1     | 1     | 0        | 0           | .500  | 94    | 20.0     | 21       | 11          | 11       | 1     | 2        | 22       | 1     | 0        | 11    | 11       | 4.95     | 1.60    |
| MLB：1年 | MLB：1年 | 40    | 0     | 0     | 0     | 0        | 2     | 1     | 0        | 0           | .667  | 175   | 39.0     | 26       | 19          | 23       | 1     | 2        | 35       | 2     | 0        | 19    | 19       | 4.38     | 1.51    |

- 2022年度シーズン終了時

### 年度別守備成績
| 年 度 | 球 団 | 投手（P） | 投手（P） | 投手（P） | 投手（P） | 投手（P） | 投手（P） |
| 年 度 | 球 団 | 試 合     | 刺 殺     | 補 殺     | 失 策     | 併 殺     | 守 備 率  |
| ----- | ----- | --------- | --------- | --------- | --------- | --------- | --------- |
| 2019  | PHI   | 20        | 0         | 2         | 0         | 0         | 1.000     |
| 2021  | PHI   | 20        | 2         | 0         | 1         | 0         | .667      |
| MLB   | MLB   | 40        | 2         | 2         | 1         | 0         | .800      |

- 2022年度シーズン終了時

### 背番号
- 65（2019年）
- 64（2021年）